# American Hockey League
Die American Hockey League (AHL) wurde 1936 gegründet und ist eine der ältesten Eishockey-Profiligen in Nordamerika. Sie ist nach der NHL die zweithöchste Nordamerikanische Liga. Im Zuge der Fusion mit der International Hockey League im Jahr 2001 wurde sie der National Hockey League angegliedert. Sie gehört zu den sogenannten Minor Leagues und hat eine AAA-Klassifizierung, dies entspricht dem höchst möglichen Standard. In der Liga spielen 32 Eishockeyfranchises, wobei die meisten aus dem Osten Kanadas und aus den USA kommen und alle mit einem NHL-Franchise kooperieren. Meist werden Spieler, die wegen der Kaderbeschränkungen voraussichtlich längere Zeit nicht zum Einsatz kommen werden oder junge Talente, die im NHL Entry Draft verpflichtet wurden, für eine bestimmte Zeit zum jeweiligen AHL-Verein geschickt, um Spielpraxis zu bekommen. Aus diesem Grund werden die AHL-Teams auch als Farmteams (im übertragenen Sinn: Talenteschmiede) bezeichnet.
Durch den kompletten Ausfall der NHL-Saison 2004/05 profitierte die AHL sowohl von vielen NHL-Stars, die die ganze Saison für den jeweiligen AHL-Verein spielten, als auch von erhöhtem Publikumsinteresse und Fernsehpräsenz.
Es wird in der Eastern- und Western-Conference gespielt, wobei jede Conference seit der Umstrukturierung zur Saison 2015/16 in zwei Divisionen unterteilt ist.

## Aktuelle Franchises

### Eastern Conference

#### Atlantic Division
| Name                           | Standort                   | Stadion                          | NHL-Partner         |
| Bridgeport Islanders           | Bridgeport, Connecticut    | Total Mortgage Arena             | New York Islanders  |
| Charlotte Checkers             | Charlotte, North Carolina  | Bojangles Coliseum               | Florida Panthers    |
| Hartford Wolf Pack             | Hartford, Connecticut      | XL Center                        | New York Rangers    |
| Hershey Bears                  | Hershey, Pennsylvania      | Giant Center                     | Washington Capitals |
| Lehigh Valley Phantoms         | Allentown, Pennsylvania    | PPL Center                       | Philadelphia Flyers |
| Providence Bruins              | Providence, Rhode Island   | Amica Mutual Pavilion            | Boston Bruins       |
| Springfield Thunderbirds       | Springfield, Massachusetts | MassMutual Center                | St. Louis Blues     |
| Wilkes-Barre/Scranton Penguins | Wilkes-Barre, Pennsylvania | Mohegan Sun Arena at Casey Plaza | Pittsburgh Penguins |

#### North Division
| Name                | Standort            | Stadion                          | NHL-Partner           |
| Belleville Senators | Belleville, Ontario | CAA Arena                        | Ottawa Senators       |
| Cleveland Monsters  | Cleveland, Ohio     | Rocket Arena                     | Columbus Blue Jackets |
| Laval Rocket        | Laval, Québec       | Place Bell                       | Canadiens de Montréal |
| Rochester Americans | Rochester, New York | Blue Cross Arena                 | Buffalo Sabres        |
| Syracuse Crunch     | Syracuse, New York  | Upstate Medical University Arena | Tampa Bay Lightning   |
| Toronto Marlies     | Toronto, Ontario    | Coca-Cola Coliseum               | Toronto Maple Leafs   |
| Utica Comets        | Utica, New York     | Adirondack Bank Center           | New Jersey Devils     |

### Western Conference

#### Central Division
| Name                  | Standort               | Stadion                    | NHL-Partner         |
| Chicago Wolves        | Chicago, Illinois      | Allstate Arena             | Carolina Hurricanes |
| Grand Rapids Griffins | Grand Rapids, Michigan | Van Andel Arena            | Detroit Red Wings   |
| Iowa Wild             | Des Moines, Iowa       | Wells Fargo Arena          | Minnesota Wild      |
| Manitoba Moose        | Winnipeg, Manitoba     | Canada Life Centre         | Winnipeg Jets       |
| Milwaukee Admirals    | Milwaukee, Wisconsin   | UW–Milwaukee Panther Arena | Nashville Predators |
| Rockford IceHogs      | Rockford, Illinois     | BMO Harris Bank Center     | Chicago Blackhawks  |
| Texas Stars           | Cedar Park, Texas      | H-E-B Center at Cedar Park | Dallas Stars        |

#### Pacific Division
| Name                       | Standort                     | Stadion                  | NHL-Partner          |
| Abbotsford Canucks         | Abbotsford, British Columbia | Abbotsford Centre        | Vancouver Canucks    |
| Bakersfield Condors        | Bakersfield, Kalifornien     | Mechanics Bank Arena     | Edmonton Oilers      |
| Calgary Wranglers          | Calgary, Alberta             | Scotiabank Saddledome    | Calgary Flames       |
| Coachella Valley Firebirds | Palm Desert, Kalifornien     | Acrisure Arena           | Seattle Kraken       |
| Colorado Eagles            | Loveland, Colorado           | Blue Arena               | Colorado Avalanche   |
| Henderson Silver Knights   | Henderson, Nevada            | Lee’s Family Forum       | Vegas Golden Knights |
| Ontario Reign              | Ontario, Kalifornien         | Toyota Arena             | Los Angeles Kings    |
| San Diego Gulls            | San Diego, Kalifornien       | Pechanga Arena San Diego | Anaheim Ducks        |
| San Jose Barracuda         | San José, Kalifornien        | Tech CU Arena            | San Jose Sharks      |
| Tucson Roadrunners         | Tucson, Arizona              | Tucson Convention Center | Utah Mammoth         |

## Nicht mehr bestehende Teams der AHL
| - Abbotsford Heat (2009–2014) - Adirondack Flames (2014–2015; wurden Stockton Heat) - Adirondack Phantoms (2009–2014) - Adirondack Red Wings (1979–1999) - Albany Devils (2010–2017; wurden Binghamton Devils) - Albany River Rats (1993–2010; wurden Charlotte Checkers) - Baltimore Bandits (1995–1997; wurden Cincinnati Mighty Ducks) - Baltimore Clippers (1962–1976; wechselten in die SHL) - Baltimore Skipjacks (1982–1993; wurden Portland Pirates) - Binghamton Devils (2017–2021; wurden Utica Comets) - Binghamton Dusters (1977–1980; wurden Binghamton Whalers) - Binghamton Rangers (1990–1997; wurden Hartford Wolf Pack) - Binghamton Senators (2002–2017; wurden Belleville Senators) - Binghamton Whalers (1980–1990; wurden Binghamton Rangers) - Boston Braves (1971–1974; wurden Moncton Hawks) - Buffalo Bisons (1936) - Buffalo Bisons (1940–1970) - Cape Breton Oilers (1988–1996; wurden Hamilton Bulldogs) - Capital District Islanders (1990–1993; wurden Albany River Rats) - Carolina Monarchs (1995–1997; wurden Beast of New Haven) - Cincinnati Mighty Ducks (1997–2005; wurden Rockford IceHogs) - Cincinnati Mohawks (1949–1952; wechselten in die IHL) - Cincinnati Swords (1971–1974) - Cleveland Barons (1937–1973; wurden Jacksonville Barons) - Cleveland Barons (2001–2006; wurden Worcester Sharks) - Cleveland Falcons (1936–1937; umbenannt in Cleveland Barons) - Connecticut Whale (2010–2013; wurden Hartford Wolf Pack) - Cornwall Aces (1993–1996; wurden Wilkes-Barre/Scranton Penguins) - Edmonton Road Runners (2004–2005; wurden Oklahoma City Barons) - Erie Blades (1981–1982; wurden Baltimore Skipjacks) - Fredericton Canadiens (1990–1999; wurden Citadelles de Québec) - Fredericton Express (1981–1988; wurden Halifax Citadels) - Halifax Citadels (1988–1993; wurden Cornwall Aces) - Hamilton Bulldogs (1996–2015; wurden St. John’s IceCaps) - Hamilton Canucks (1992–1994; wurden Syracuse Crunch) - Hampton Gulls (1977–1978) - Houston Aeros (2001–2013; wurden Iowa Wild) - Indianapolis Capitals (1939–1952) - Iowa Chops (2008–2009; wurden Texas Stars) - Iowa Stars (2005–2008; wurden Iowa Chops) - Jacksonville Barons (1973–1974) - Kentucky Thoroughblades (1996–2001; wurden Cleveland Barons) - Lowell Devils (2006–2010; wurden Albany Devils) - Lowell Lock Monsters (1998–2006; wurden Lowell Devils) - Louisville Panthers (1999–2001; wurden Iowa Stars) - Maine Mariners (1977–1992; wurden Providence Bruins) - Manchester Monarchs (2001–2015; wurden Ontario Reign) - Moncton Alpines (1982–1984; wurden Moncton Golden Flames) - Moncton Golden Flames (1984–1987; wurden Moncton Hawks) - Moncton Hawks (1987–1994) - Voyageurs de Montréal (1969–1971; wurden Nova Scotia Voyageurs) - New Brunswick Hawks (1978–1982; wurden Moncton Alpines) - Beast of New Haven (1997–1999) - New Haven Eagles (1936–1943) | - New Haven Eagles (1945–1946) - New Haven Eagles (1950–1951) - New Haven Nighthawks (1972–1992; wurden New Haven Senators) - New Haven Ramblers (1946–1950; wurden New Haven Eagles) - New Haven Senators (1992–1993; wurden Prince Edward Island Senators) - Newmarket Saints (1986–1991; wurden St. John’s Maple Leafs) - Norfolk Admirals (2000–2015; wurden San Diego Gulls) - Nova Scotia Oilers (1984–1988; wurden Cape Breton Oilers) - Nova Scotia Voyageurs (1971–1984; wurden Canadiens de Sherbrooke) - Oklahoma City Barons (2010–2015; wurden Bakersfield Condors) - Omaha Ak-Sar-Ben Knights (2005–2007; wurden Quad City Flames) - Peoria Rivermen (2005–2013; wurden Utica Comets) - Philadelphia Firebirds (1977–1979; wurden Syracuse Firebirds) - Philadelphia Phantoms (1996–2009; wurden Adirondack Phantoms) - Philadelphia Ramblers (1936–1941; wurden Philadelphia Rockets) - Philadelphia Rockets (1941–1942) - Philadelphia Rockets (1946–1949) - Pittsburgh Hornets (1936–1956; wurden Rochester Americans) - Pittsburgh Hornets (1961–1967) - Portland Pirates (1993–2016; wurden Springfield Thunderbirds) - Prince Edward Island Senators (1993–1996; wurden Binghamton Senators) - Providence Reds (1936–1976; wurden Rhode Island Reds) - Quad City Flames (2007–2009; wurden Abbotsford Heat) - As de Québec (1959–1971; wurden Richmond Robins) - Citadelles de Québec (1999–2002; fusionierten mit Hamilton Bulldogs) - Rhode Island Reds (1976–1977; wurden Binghamton Dusters) - Richmond Robins (1971–1976) - Saint John Flames (1993–2003; wurden Omaha Ak-Sar-Ben Knights) - San Antonio Rampage (2002–2020; wurden Henderson Silver Knights) - Canadiens de Sherbrooke (1984–1990; wurden Fredericton Canadiens) - Jets de Sherbrooke (1982–1984) - Springfield Falcons (1994–2016; wurden Tucson Roadrunners) - Springfield Indians (1936–1942) - Springfield Indians (1946–1951; wurden Syracuse Warriors) - Springfield Indians (1954–1967; wurden Springfield Kings) - Springfield Indians (1974–1994; wurden Worcester IceCats) - Springfield Kings (1967–1974; wurden Springfield Indians) - St. Catharines Saints (1982–1986; wurden Newmarket Saints) - St. John’s IceCaps (2011–2015; wurden Manitoba Moose) - St. John’s IceCaps (2015–2017; wurden Rocket de Laval) - St. John’s Maple Leafs (1991–2005; wurden Toronto Marlies) - St. Louis Flyers (1944–1953) - Stockton Heat (2015–2022; wurden Calgary Wranglers) - Syracuse Eagles (1974–1975) - Syracuse Firebirds (1979–1980) - Syracuse Stars (1936–1940; wurden Buffalo Bisons) - Syracuse Warriors (1951–1954; wurden Springfield Indians) - Tidewater Wings (1971–1972; wurden Virginia Wings) - Toronto Roadrunners (2003–2004; wurden Edmonton Road Runners) - Utah Grizzlies (2001–2005; wurden Lake Erie Monsters, seit 2016 Cleveland Monsters) - Utica Devils (1987–1993; wurden Saint John Flames) - Virginia Wings (1972–1975; wurden Adirondack Red Wings) - Washington Lions (1941–1943; 1947–1949) - Worcester IceCats (1994–2005; wurden Peoria Rivermen) - Worcester Sharks (2006–2015; wurden San Jose Barracuda) |

## Auszeichnungen und Trophäen
| Mannschaftstrophäen                 |                                                                                        |                      |            | |
| Name                                | Verleihungsgrund                                                                       | Namensgeber          | Verleihung | Rekordgewinner Anmerkungen |
| Calder Cup                          | - Gewinner der Calder-Cup-Playoffs                                                     | Frank Calder         | seit 1936  | - Hershey Bears (13) - Cleveland Barons (9) - Springfield Indians (7)                                                                                     |
| Richard F. Canning Trophy           | - Bestes Playoff-Team der Eastern Conference - Gewinner des Eastern-Conference-Finales | Richard Canning      | seit 1990  | - Hershey Bears (7) - Springfield Indians (3) |
| Robert W. Clarke Trophy             | - Bestes Playoff-Team der Western Conference - Gewinner des Western-Conference-Finales | Robert W. Clarke     | seit 1990  | - Rochester Americans (7) - Chicago Wolves (3) |
| Macgregor Kilpatrick Trophy         | - Punktbeste Mannschaft der regulären Saison                                           | Macgregor Kilpatrick | seit 1998  | - Providence Bruins (3) - Hershey Bears (2) |
| Frank S. Mathers Trophy             | - Punktbeste Mannschaft der regulären Saison der Eastern Conference                    | Frank Mathers        | seit 1995  | - Philadelphia Phantoms (3) - Hershey Bears (3) - Norfolk Admirals (3) - zwischen 1995 und 2003 an Divisionssieger verliehen                              |
| Norman R. „Bud“ Poile Trophy        | - Punktbeste Mannschaft der regulären Saison der Western Conference                    | Bud Poile            | seit 2001  | - Grand Rapids Griffins (3) - Chicago Wolves (3) - Milwaukee Admirals - zwischen 2001 und 2003 an Divisionssieger verliehen                               |
| Emile Francis Trophy                | - Punktbeste Mannschaft der regulären Saison der Atlantic Division                     | Emile Francis        | seit 2001  | - Manchester Monarchs (3) - Providence Bruins (3) - Hartford Wolf Pack (2) - Portland Pirates (2)                                                         |
| F. G. „Teddy“ Oke Trophy            | - Punktbeste Mannschaft der regulären Saison der East Division                         | Teddy Oke            | seit 1936  | - existiert bereits seit 1924 |
| Sam Pollock Trophy                  | - Punktbeste Mannschaft der regulären Saison der North Division                        | Sam Pollock          | seit 1995  | - Hamilton Bulldogs (4) - Toronto Marlies (4) |
| John D. Chick Trophy                | - Punktbeste Mannschaft der regulären Saison der West Division                         | John D. Chick        | seit 1961  | - Rochester Americans (11) - Hershey Bears (5) - Milwaukee Admirals (4)                                                                                   |
| Spieler- und Trainertrophäen        |                                                                                        |                      |            | |
| Name                                | Verleihungsgrund                                                                       | Namensgeber          | Verleihung | Rekordgewinner Anmerkungen |
| Aldege „Baz“ Bastien Memorial Award | - Bester Torhüter der regulären Saison                                                 | Aldege Bastien       | seit 1984  | - Jason LaBarbera (2) - Mark LaForest (2) |
| Dudley „Red“ Garrett Memorial Award | - Bester Rookie der regulären Saison                                                   | Dudley Garrett       | seit 1948  | - Trophäe kann maximal einmal in der Karriere gewonnen werden                                                                                             |
| Eddie Shore Award                   | - Bester Verteidiger der regulären Saison                                              | Eddie Shore          | seit 1959  | - Noel Price (3) - T. J. Brennan (2) - David Fenyves (2) - Bob McCord (2) - Curtis Murphy (2) - Terry Murray (2) - John Slaney (2)                        |
| Fred T. Hunt Memorial Award         | - Fairness, Einsatz und Hingabe im und für das Eishockey                               | Fred T. Hunt         | seit 1978  | - Murray Eaves (2) - Ken Gernander (2) - Glenn Merkosky (2)                                                                                               |
| Harry „Hap“ Holmes Memorial Award   | - Wenigste Gegentreffer in der regulären Saison                                        | Hap Holmes           | seit 1948  | - Gil Mayer (5) - Dave Elenbaas (4) - Johnny Bower (3) - Ed Walsh (3) - Robbie Moore (3)                                                                  |
| Jack A. Butterfield Trophy          | - Wertvollster Spieler der Playoffs                                                    | Jack Butterfield     | seit 1984  | - keine Mehrfachgewinner |
| John B. Sollenberger Trophy         | - Bester Scorer der regulären Saison                                                   | John B. Sollenberger | seit 1948  | - Peter White (3) - Bill Sweeney (3) - Chris Bourque (2) - Eddie Olson (2) - Fred Glover (2) - Paul Gardner (2) - Andrew Poturalski (2)                   |
| Les Cunningham Award                | - Wertvollster Spieler der regulären Saison                                            | Les Cunningham       | seit 1948  | - Johnny Bower (3) - Fred Glover (3) - Doug Gibson (2) - Paul Gardner (2) - Carl Liscombe (2) - Art Stratton (2) - T. J. Tynan (2) - Gilles Villemure (2) |
| Louis A. R. Pieri Memorial Award    | - Bester Trainer der Saison                                                            | Louis A. R. Pieri    | seit 1968  | - Bill Dineen (2) - Robbie Ftorek (2) - Mitch Love (2) - Al MacNeil (2) - Bob McCammon (2)                                                                |
| Willie Marshall Award               | - Bester Torschütze der regulären Saison                                               | Willie Marshall      | seit 2004  | - Alexandre Giroux (2) |
| Yanick Dupré Memorial Award         | - Besonderes Engagement in der Gesellschaft                                            | Yanick Dupré         | seit 1998  | - Mike Minard (2) |
| Sonstige Trophäen                   |                                                                                        |                      |            | |
| Name                                | Verleihungsgrund                                                                       | Namensgeber          | Verleihung | Rekordgewinner Anmerkungen |
| James C. Hendy Memorial Award       | - Besondere Verdienste durch einen Offiziellen                                         | Jim Hendy            | seit 1961  | |
| James H. Ellery Memorial Awards     | - Außerordentliche Berichterstattung durch einen Journalisten                          | James Ellery         | seit 1964  | |
| Ken McKenzie Award                  | - Beste Vermarktung eines Franchises durch eine einzelne Person                        | Ken McKenzie         | seit 1978  | |
| Michael Condon Memorial Award       | - Bester Schiedsrichter der Saison                                                     | Michael Condon       | seit 2001  | - keine Mehrfachgewinner |
| Thomas Ebright Award                | - Besondere Verdienste im Karriereverlauf                                              | Thomas Ebright       | seit 1997  | |

## AHL All-Star Game
Das erste All-Star Game der American Hockey League fand in der Saison 1941/42 statt. Zunächst eine einmalige Veranstaltung wurde das Spiel jährlich von 1954 bis 1960 abgehalten. Anschließend dauerte es etwas mehr als 35 Jahre bis in der Saison 1994/95 wieder – und seither regelmäßig in der Mitte der laufenden Saison – ein All-Star Game der AHL ausgetragen wurde. Dabei hat sich der Modus im Laufe der Zeit mehrfach geändert. Mal haben AHL-Mannschaften gegen ein All-Star Team, mal die Conferences gegeneinander und mal Kanadier gegen US-Amerikaner gespielt. Seit der Saison 1996/97 tritt eine Weltauswahl (inklusive US-Amerikanern) gegen eine Auswahl der besten Kanadier an. Seit der Austragung in der Saison 1995/96 findet ähnlich wie im NHL All-Star Game auch eine Skills-Competition statt.

## Hall of Fame
| Jahr | Name             | Funktion                         |
| 2006 | Johnny Bower     | Spieler                          |
| 2006 | Jack Butterfield | AHL-Präsident Funktionär Trainer |
| 2006 | Jody Gage        | Spieler                          |
| 2006 | Fred Glover      | Spieler                          |
| 2006 | Willie Marshall  | Spieler                          |
| 2006 | Frank Mathers    | Spieler Trainer Funktionär       |
| 2006 | Eddie Shore      | Spieler Funktionär               |
| 2007 | Bun Cook         | Spieler Trainer                  |
| 2007 | Dick Gamble      | Spieler                          |
| 2007 | Gil Mayer        | Spieler                          |
| 2007 | Mike Nykoluk     | Spieler                          |
| 2008 | Steve Kraftcheck | Spieler                          |
| 2008 | Noel Price       | Spieler                          |
| 2008 | Tim Tookey       | Spieler                          |

| Jahr | Name                 | Funktion        |
| 2009 | Jim Anderson         | Spieler         |
| 2009 | Bruce Boudreau       | Spieler Trainer |
| 2009 | Les Cunningham       | Spieler         |
| 2009 | Louis A. R. Pieri    | Funktionär      |
| 2010 | Macgregor Kilpatrick | Funktionär      |
| 2010 | John Paddock         | Spieler Trainer |
| 2010 | Marcel Paillé        | Spieler         |
| 2010 | Bill Sweeney         | Spieler         |
| 2011 | Mitch Lamoureux      | Spieler         |
| 2011 | Harry Pidhirny       | Spieler Trainer |
| 2011 | Maurice Podoloff     | Funktionär      |
| 2011 | Larry Wilson         | Spieler Trainer |
| 2012 | Joe Crozier          | Spieler Trainer |
| 2012 | Jack Gordon          | Spieler Trainer |
| 2012 | John Stevens         | Spieler Trainer |
| 2012 | Zellio Toppazzini    | Spieler         |

| Jahr | Name                | Funktion           |
| 2013 | Harvey Bennett      | Spieler            |
| 2013 | Ken Gernander       | Spieler Trainer    |
| 2013 | Jim Morrison        | Spieler Funktionär |
| 2013 | Peter White         | Spieler            |
| 2014 | Bill Dineen         | Spieler Trainer    |
| 2014 | Al MacNeil          | Spieler Trainer    |
| 2014 | Bob Perreault       | Spieler            |
| 2014 | John Slaney         | Spieler            |
| 2015 | Frédéric Cassivi    | Spieler            |
| 2015 | Jim Hendy           | Funktionär         |
| 2015 | Bronco Horvath      | Spieler            |
| 2015 | Art Stratton        | Spieler Trainer    |
| 2016 | Bruce Cline         | Spieler            |
| 2016 | Ralph Keller        | Spieler            |
| 2016 | Jean-François Labbé | Spieler            |
| 2016 | Bruce Landon        | Spieler Funktionär |

| Jahr | Name              | Funktion   |
| 2017 | Billy Dea         | Spieler    |
| 2017 | Bryan Helmer      | Spieler    |
| 2017 | Rob Murray        | Spieler    |
| 2017 | Doug Yingst       | Funktionär |
| 2018 | Jim Bartlett      | Spieler    |
| 2018 | Don Biggs         | Spieler    |
| 2018 | Brian Kilrea      | Spieler    |
| 2018 | Glenn Merkosky    | Spieler    |
| 2019 | John Anderson     | Trainer    |
| 2019 | Don Cherry        | Spieler    |
| 2019 | Murray Eaves      | Spieler    |
| 2019 | Brad Smyth        | Spieler    |
| 2020 | Robbie Ftorek     | Trainer    |
| 2020 | Denis Hamel       | Spieler    |
| 2020 | Darren Haydar     | Spieler    |
| 2020 | Fred Thurier      | Spieler    |
| 2021 | David Andrews     | Funktionär |
| 2022 | Keith Aucoin      | Spieler    |
| 2022 | Nolan Baumgartner | Spieler    |
| 2022 | Dave Creighton    | Spieler    |
| 2022 | Bill Torrey       | Funktionär |

| Jahr | Name             | Funktion |
| 2024 | Dennis Bonvie    | Spieler  |
| 2024 | Gordie Clark     | Spieler  |
| 2024 | Gerry Ehman      | Spieler  |
| 2024 | Roy Sommer       | Trainer  |
| 2025 | René Drolet      | Spieler  |
| 2025 | Dunc Fisher      | Spieler  |
| 2025 | Michael Leighton | Spieler  |
| 2025 | Michel Picard    | Spieler  |

Im Januar 2006 gab die Ligenleitung die ersten Persönlichkeiten bekannt, die am 1. Februar 2006 zeremoniell in die neue AHL Hall of Fame aufgenommen wurden: Johnny Bower, Jack Butterfield, Jody Gage, Fred Glover, Willie Marshall, Frank Mathers und Eddie Shore.
Mittlerweile umfasst die AHL Hall of Fame insgesamt 75 Mitglieder, die sich um den Eishockeysport in der Liga verdient gemacht haben. Die zeremonielle Aufnahme der Neumitglieder erfolgt Anfang jedes Jahres im Rahmen des AHL All-Star Classic.
International:
Hockey Hall of Fame (Liste der Mitglieder) |
IIHF Hall of Fame (Liste der Mitglieder) |
International Hockey Hall of Fame
National:
Belarussische Eishockey-Ruhmeshalle |
British Ice Hockey Hall of Fame |
Dutch Hockey Hall of Fame |
Hall of Fame Deutschland |
Finnische Eishockey-Ruhmeshalle |
Temple de la renommée du hockey français |
Russische und Sowjetische Eishockey-Ruhmeshalle |
Schwedische Eishockey-Ruhmeshalle |
Slowakische Hockey Hall of Fame |
Slowenische Eishockey-Ruhmeshalle |
South African Ice Hockey Association Hall of Fame |
Tschechische Eishockey-Ruhmeshalle |
Ungarische Eishockey-Ruhmeshalle |
United States Hockey Hall of Fame
Ligen:
AHL Hall of Fame |
CHL Hall of Fame |
ECHL Hall of Fame |
WHA Hall of Fame
Sonstige:
Triple Gold Club |
IIHF Centennial All-Star-Team |
Order of Hockey in Canada

## AHL-Logos

Logo von 1950 bis 1959
Logo von 1984 bis 1987
Alternativlogo der AHL
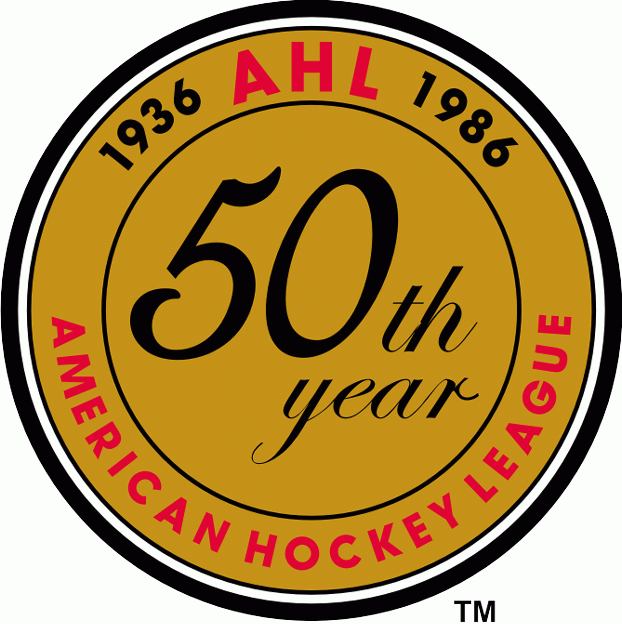
Logo zum 50. Jahrestag der AHL
Logo zum 60. Jahrestag der AHL
Logo zum 75. Jahrestag der AHL